# 코티 우즈
코티 우즈(Coty Shea Leonard Woods, 1988년 3월 14일 ~ )는 미국 프로 야구 콜로라도 로키스의 선수이다. 2009년 33라운드 991픽으로 콜로라도 로키스에 입단하였고, 2012년 12월 6일 메이저 리그 룰 5 드래프트를 통해 텍사스 레인저스로 이적하였다. 2013년 6월 다시 콜로라도 로키스로 이적했다.

## 통산 기록
| 년도 | 팀  | 경기수 | 선발 | 완투 | 완봉 | 이닝 | 피안타 | 자책점 | 피홈런 | 볼넷 | 삼진 | 승 | 패 | 세이브 | 홀드 | 블론 | WHIP | 방어율 |
| 2013 | TEX | 0      | 0    | 0    | 0    | 0    | 0      | 0      | 0      | 0    | 0    | 0  | 0  | 0      | 0    | .000 | .000 | .000   |
| 통산 |     | 0      | 0    | 0    | 0    | 0    | 0      | 0      | 0      | 0    | 0    | 0  | 0  | 0      | 0    | .000 | .000 | .000   |